# پوزانک خزری
پوزانک خزری (Alosa caspia) گونه‌ای ماهی است.
نام علمی:(Alosa caspia caspia (Eichwald, ۱۸۳۴

## مشخصات
قاعده باله مخرجی بزرگتر از باله قاعده باله پشتی است. دارای کیل شکمی فلس دار است.
برای محافظت از خود به صورت آرایش ماهی بزرگ قرار می‌گیرد. کیسه شنا از جلو با معده و از پشت با مخرج ارتباط دارد. دارای ۲ سوپرماکسیلار هستند. تعداد خار آبششی ۱۱۰-۱۳۰ عدد است. تخم ریزی در چند مرحله صورت می‌گیرد. بعد از سرپوش آبششی ۷-۱۰ لکه سیاه واضح وجود دارد.